# Mnestiidae
Mnestiidae zijn een familie van weekdieren uit de klasse van de Gastropoda (slakken).

## Taxonomie
De volgende geslachten zijn bij de familie ingedeeld:
- Mnestia H. Adams & A. Adams, 1854
- Ventomnestia Iredale, 1936